# Yaqout Mubarak
Yaqout Mubarak (ur. 16 lipca 1974) – emiracki piłkarz występujący podczas kariery na pozycji bramkarza.

## Kariera klubowa
Podczas piłkarskiej kariery Mubarak występował w Al-Nasr Dubaj. 

## Kariera reprezentacyjna
Mubarak występował w reprezentacji ZEA. W 1997 roku uczestniczył w Pucharze Konfederacji. Na turnieju w Rijadzie był rezerwowym i nie wystąpił w żadnym meczu.